# 27e corps d'armée (Allemagne)
Le 27e corps d'armée (en allemand : XXVII. Armeekorps) était un corps d'armée de l'armée de terre allemande, la Heer, au sein de la Wehrmacht pendant la Seconde Guerre mondiale.

## Hiérarchie des unités
| Nom          | Nbre d'hommes       | Unités subalternes                | Grade de commandement                 |
| ------------ | ------------------- | --------------------------------- | ------------------------------------- |
| Heeresgruppe | + 300 000           | 2 à + Armeen (Armées)             | Generaloberst ou Generalfeldmarschall |
| Armee        | + 100 000 - 300 000 | 2 à + Armeekorps (Corps d'armées) | General ou Generaloberst              |
| Armeekorps   | + 30 000 - 80 000   | 2 à + Divisionen (Division)       | Generalleutnant ou General            |
| Division     | + 10 000 – 20 000   | 2 à 6 Brigaden (Brigade)          | Generalmajor ou Generalleutnant       |
| Brigade      | + 3 000 – 5 000     | jusqu'à 3 Regimentern (Régiment)  | Oberst ou Generalmajor                |

## Historique
Le XXVII. Armeekorps est formé le 26 août 1939 dans le Wehrkreis VII.
Il combat en France, puis est envoyé en juin 1941 sur le Front de l'Est et participe au siège de Léningrad.
Il est détruit en juin 1944 en même temps que le Heeresgruppe Mitte.

Il est reformé le 28 juillet 1944 avec les rescapés de XII. Armeekorps.

## Organisation

### Commandants successifs
| Date                               | Grade                  | Commandant                  |
| ---------------------------------- | ---------------------- | --------------------------- |
| 26 août 1939 - 6 novembre 1939     | General der Infanterie | Karl Ritter von Prager      |
| 6 novembre 1939 - 23 décembre 1941 | General der Infanterie | Alfred Wäger                |
| 24 décembre 1941 - 3 janvier 1942  | Generalleutnant        | Eccard Freiherr von Gablenz |
| 3 janvier 1942 - 1er juillet 1942  | General der Infanterie | Joachim Witthöft            |
| 1er juillet 1942 - 10 février 1943 | Generaloberst          | Walter Weiß                 |
| 10 février 1943 - 8 juin 1943      | Generalleutnant        | Karl Burdach                |
| 8 juin 1943 - 21 octobre 1943      | General der Infanterie | Paul Völckers               |
| 21 octobre 1943 - 26 octobre 1943  | Generalleutnant        | Vincenz Müller              |
| 26 octobre 1943 - 8 juillet 1944   | General der Infanterie | Paul Völckers               |
|                                    | Reformation 1944       |                             |
| 27 juillet 1944 - 21 octobre 1944  | General der Infanterie | Hellmuth Prieß              |
| 21 octobre 1944 - 26 octobre 1944  | ??                     | ??                          |
| 26 octobre 1944 - 14 avril 1945    | General der Artillerie | Maximilian Felzmann         |
| 15 avril 1945 - 8 mai 1945         | General der Infanterie | Walter Hörnlein             |

### Chef des Generalstabes
| Date                                | Grade               | Commandant              |
| ----------------------------------- | ------------------- | ----------------------- |
| 26 août 1939 - 10 novembre 1940     | Generalmajor i.G.   | Hans Zorn               |
| 10 novembre 1940 - 1er octobre 1941 | Oberst i.G.         | Gustav Harteneck        |
| 1er octobre 1941 - Septembre 1943   | Oberst i.G.         | Gerhard Feyerabend      |
| Septembre 1943 - 10 juin 1944       | Oberst i.G.         | Joachim Staats          |
|                                     | Reformation 1944    |                         |
| 28 juillet 1944 - 4 août 1944       | Oberst i.G.         | Ernst Friedrich Biehler |
| Septembre 1944 - Octobre 1944       | Oberstleutnant i.G. | Detlev von Plato        |
| Octobre 1944 - Avril 1945           | Oberst i.G.         | Wilhelm Willemer        |

### 1. Generalstabsoffizier (Ia)
| Date                             | Grade               | Commandant                                |
| -------------------------------- | ------------------- | ----------------------------------------- |
| 26 août 1939 - 30 septembre 1940 | Oberstleutnant i.G. | Hans Speth                                |
| 1er octobre 1940 - Mai 1941      | Oberstleutnant i.G. | Heinrich Knesch                           |
| 21 juin 1941 - Décembre 1941     | Major i.G.          | Dieter Lühl                               |
| 27 décembre 1941 - 14 mai 1942   | Major i.G.          | Meyer-Hübner                              |
| Mai 1942 - Décembre 1942         | Major i.G.          | Dieter Lühl                               |
| Janvier 1943 - Août 1943         | Major i.G.          | Günther Reichhelm                         |
| Août 1943 - Septembre 1943       | Major i.G.          | Burkhard Freiherr Loeffelholz von Colberg |
| Septembre 1943 - Mai 1944        | Major i.G.          | Karl Wagner                               |
| 10 juin 1944                     | Major i.G.          | Gerhard Schlie                            |
|                                  | Reformation 1944    |                                           |
| 28 juillet 1944 - Janvier 1945   | Major i.G.          | Gerhard Schlie                            |
| Janvier 1945 - 8 mai 1945        | Major i.G.          | Helmut Müller                             |

## Théâtres d'opérations
- Mur de l'Ouest et France : Septembre 1939 - Juin 1941
- Front de l'Est, secteur Centre : Juin 1941 - Mai 1945

## Ordre de batailles

### Rattachement d'Armées
| Date      | Armée             | Groupe d'Armées       |
| --------- | ----------------- | --------------------- |
| 1939      |                   |                       |
| Septembre | Armee-Abteilung A | Heeresgruppe C        |
| Octobre   | 4. Armee          | Heeresgruppe B        |
| Décembre  | 6. Armee          | Heeresgruppe B        |
| 1940      |                   |                       |
| Janvier   | 6. Armee          | Heeresgruppe B        |
| Juin      | 7. Armee          | Heeresgruppe C        |
| Juillet   | 12. Armee         | Heeresgruppe C        |
| Septembre | 1. Armee          | Heeresgruppe C        |
| Novembre  | 1. Armee          | Heeresgruppe D        |
| 1941      |                   |                       |
| Janvier   | 1. Armee          | Heeresgruppe D        |
| Octobre   | 9. Armee          | Heeresgruppe Mitte    |
| 1942      |                   |                       |
| Janvier   | 9. Armee          | Heeresgruppe Mitte    |
| Août      | 4. Armee          | Heeresgruppe Mitte    |
| Septembre | 9. Armee          | Heeresgruppe Mitte    |
| 1943      |                   |                       |
| Janvier   | 9. Armee          | Heeresgruppe Mitte    |
| Avril     | 4. Armee          | Heeresgruppe Mitte    |
| 1944      |                   |                       |
| Janvier   | 4. Armee          | Heeresgruppe Mitte    |
| Juillet   | ?                 | ?                     |
| Août      | 4. Armee          | Heeresgruppe Mitte    |
| 1945      |                   |                       |
| Janvier   | 2. Armee          | Heeresgruppe Mitte    |
| Février   | 2. Armee          | Heeresgruppe Weichsel |
| Avril     | OKH-Reserve       | -                     |

### Unités subordonnées

#### Unités organiques
- Arko 130
- Korps-Nachrichten-Abteilung 427
- Korps-Nachschubtruppen 427

#### Unités rattachées
1er septembre 1939
- 16. Infanterie-Division
- 69. Infanterie-Division
- 211. Infanterie-Division
- 216. Infanterie-Division

2 novembre 1939
- 225. Infanterie-Division
- 61. Infanterie-Division
- 269. Infanterie-Division
- 253. Infanterie-Division

1er décembre 1939
- 225. Infanterie-Division
- 269. Infanterie-Division
- 253. Infanterie-Division

15 avril 1940
- 253. Infanterie-Division
- 269. Infanterie-Division

8 juin 1940
- 213. Infanterie-Division
- 218. Infanterie-Division
- 211. Infanterie-Division
- 239. Infanterie-Division

2 août 1940
- 52. Infanterie-Division
- 15. Infanterie-Division

3 septembre 1941
- 337. Infanterie-Division
- 327. Infanterie-Division
- 335. Infanterie-Division

11 octobre 1941
- 86. Infanterie-Division
- 162. Infanterie-Division

17 novembre 1941
- 86. Infanterie-Division
- 162. Infanterie-Division
- 129. Infanterie-Division
- Gruppe Landgraf

5 décembre 1941
- 86. Infanterie-Division
- 162. Infanterie-Division
- 129. Infanterie-Division
- 251. Infanterie-Division
- Lehr-Brigade 900 (Heeresgruppen-Reserve)

28 décembre 1941
- 86. Infanterie-Division
- 162. Infanterie-Division
- 129. Infanterie-Division
- 251. Infanterie-Division

18 février 1942
- 129. Infanterie-Division
- 110. Infanterie-Division
- 161. Infanterie-Division

13 avril 1942
- 86. Infanterie-Division
- 1. Panzer-Division

10 mai 1942
- 86. Infanterie-Division
- 1. Panzer-Division
- 206. Infanterie-Division
- 14. Infanterie-Division (mot)
- SS-Division "Das Reich"
- 251. Infanterie-Division

16 juin 1942
- 86. Infanterie-Division
- 206. Infanterie-Division
- 14. Infanterie-Division (mot)
- 251. Infanterie-Division

1er juillet 1942
- 251. Infanterie-Division
- 253. Infanterie-Division
- 206. Infanterie-Division
- 14. Infanterie-Division (AOK-Reserve)

22 août 1942
- 256. Infanterie-Division
- 129. Infanterie-Division
- 161. Infanterie-Division
- 14. Infanterie-Division

8 novembre 1942
- 95. Infanterie-Division
- 72. Infanterie-Division
- 256. Infanterie-Division
- 6. Infanterie-Division
- 129. Infanterie-Division
- 87. Infanterie-Division
- 251. Infanterie-Division

20 novembre 1942
- 95. Infanterie-Division
- 72. Infanterie-Division
- 256. Infanterie-Division
- 6. Infanterie-Division
- 129. Infanterie-Division
- 87. Infanterie-Division
- 251. Infanterie-Division
- 14. Infanterie-Division (AOK-Reserve)

22 décembre 1942
- 95. Infanterie-Division
- 72. Infanterie-Division
- 256. Infanterie-Division
- 6. Infanterie-Division
- 129. Infanterie-Division
- 87. Infanterie-Division
- 251. Infanterie-Division
- 14. Infanterie-Division (mot)
- 110. Infanterie-Division
- Division "Großdeutschland"

12 janvier 1943
- 95. Infanterie-Division
- 72. Infanterie-Division
- 256. Infanterie-Division
- 6. Infanterie-Division
- 129. Infanterie-Division
- 87. Infanterie-Division
- 251. Infanterie-Division
- 9. Panzer-Division
- 206. Infanterie-Division

4 février 1943
- 95. Infanterie-Division
- 72. Infanterie-Division
- 6. Infanterie-Division
- 129. Infanterie-Division

7 juillet 1943
- 246. Infanterie-Division
- 197. Infanterie-Division
- 256. Infanterie-Division
- 52. Infanterie-Division

26 décembre 1943
- 25. Panzergrenadier-Division
- 78. Sturm-Division

15 mai 1944
- 78. Sturm-Division
- 25. Infanterie-Division
- 57. Infanterie-Division

16 septembre 1944
- 131. Infanterie-Division
- 547. Grenadier-Division
- 561. Grenadier-Division

1er mars 1945
- 542. Volks-Grenadier-Division
- 232. Infanterie-Division
- 35. Infanterie-Division
- 357. Infanterie-Division
- 83. Infanterie-Division
- 23. Infanterie-Division

## Sources
- XXVII. Armeekorps sur Lexikon-der-wehrmacht.de